# SN 2010I
SN 2010I – supernowa typu Ia odkryta 8 stycznia 2010 roku w galaktyce A101237-0149. W momencie odkrycia miała maksymalną jasność 18,10m.